# Tip Top (película)
Tip Top es una película de comedia de detectives franco-belga de 2013 dirigida por Serge Bozon y protagonizada por Isabelle Huppert. La película se proyectó en la sección Quincena de Directores del Festival de Cine de Cannes de 2013.

## Sinopsis
Dos inspectoras urbanas de asuntos internos se unen al departamento de policía de una pequeña aldea para investigar el asesinato de un hombre argelino que era un informante.

## Reparto
- Isabelle Huppert como Esther Lafarge.
- Samy Naceri como Gérald.
- François Damiens como Robert Mendès.
- Sandrine Kiberlain como Sally Marinelli.
- Karole Rocher como Virginie.
- François Négret como Nadal.
- Aymen Saïdi como Younès.
- Elie Lison como Rozynski.